# まどか26歳、研修医やってます!
『まどか26歳、研修医やってます!』（まどかにじゅうろくさい けんしゅういやってます）は、水谷緑によるコミックエッセイ。

## 書誌情報
- 水谷緑『まどか26歳、研修医やってます!』KADOKAWA、2015年8月28日発売、ISBN 978-4-04-067767-5

## テレビドラマ
2025年1月14日から3月18日までTBS系「火曜ドラマ」枠にて放送された。主演は芳根京子。

### キャスト

#### 主要人物
若月まどか（わかつき まどか）
演 - 芳根京子（8歳時：前田花）
医師1年目のイマドキ研修医。「なんとかなるっしょ!」が口癖。プロ野球球団・横浜DeNAベイスターズのファン。

#### 清桜総合病院

##### 1年目研修医
尾崎千冬（おざき ちふゆ）
演 - 髙橋ひかる
まどかの医学部時代からの同期でよき仲間。
五十嵐翔（いがらし しょう）
演 - 大西流星
まどかの医学部時代からの同期。血を見るのが苦手。
桃木健斗（ももき けんと）
演 - 吉村界人
同期の中で最年長。父親は大病院の院長で、兄弟も医師。
横川萌（よこかわ もえ）
演 - 小西桜子
女子医大出身。

##### 消化器外科
菅野尊（かんの たける）
演 - 鈴木伸之
まどかの最初の研修先の科の指導医。
遠山瑞希（とおやま みずき）
演 - 堀田茜
専攻医。まどかとは大学時代に同じサークルだった3学年上の先輩。
西山正樹（にしやま まさき）
演 - 赤堀雅秋

##### 2年目研修医
桜井勇気（さくらい ゆうき）
演 - 佐野弘樹
コミュニケーション能力が高く、頼れる先輩。
多田一朗（ただ いちろう）
演 - 岩男海史
9時17時厳守で帰る。

##### 先輩医師
本郷新（ほんごう あらた）
演 - 溝端淳平
フリーの麻酔科医。菅野とは医学部時代からの同期。子持ち。
野口優（のぐち まさる）
演 - 板倉俊之（インパルス）
精神科医。
内田真奈美（うちだ まなみ）
演 - 森カンナ
乳腺外科医。2児の母。
城崎智也（しろさき ともや）
演 - 佐藤隆太
救命救急センター長。清桜病院に赴任するまでは国内外の様々な病院勤務を経験しており技術・知識・経験ともに豊富な為、院内全医師憧れの存在。
手塚冴子（てづか さえこ）
演 - 木村多江
消化器内科医。
角田茂司（かくた しげじ）
演 - 奥田瑛二
作品開始当初は謎の男として扱われたが、実は泌尿器科医で医局長。

##### 病院の仲間
森山真一（もりやま しんいち）
演 - 小松利昌
放射線技師。
牛島藍子（うしじま あいこ）
演 - 信川清順
泌尿器科看護師。
橋口健太（はしぐち けんた）
演 - 森田哲矢（さらば青春の光）
外科病棟に入院しているベテラン患者。まどかが最初に配属される科の患者。

#### その他
砂田直人（すなだ なおと）
演 - 渡邊圭祐
まどかの恋人。大手電機メーカーの技術営業職。
ドクターK
声 - 大塚明夫
まどかが7歳の頃に夢中になっていた人形劇に登場する天才外科医。
Q太
声 - 大谷育江
ドクターKの助手。

#### ゲスト

##### ep.1
湯川茜（ゆかわ あかね）
演 - 田中真弓
まどかを優しく見守る患者。

##### ep.2
瀬戸克樹（せと かつき）〈50〉
演 - 近藤芳正
鼠径ヘルニアで手術予定の患者。会社を経営しており、若手社員に手を焼いている。

##### ep.3
中山勇人
演 - 小久保寿人（ep.4・ep.10）
腹痛を訴えて受診する患者。将来、娘の羽奏とお酒を飲みに行くのを楽しみにしている良き父親。検査の結果、スキルス性胃がんであることがわかる。
中山美波
演 - 田畑智子（ep.4・ep.10）
勇人の妻。
中山羽奏（なかやま わかな）〈4〉
演 - 永谷咲笑（ep.4）
勇人と美波の娘。

##### ep.4
成田友梨
演 - 佐々木希（ep.10）
外資系金融コンサル会社金融サービス本部 社員。血尿が出ており、泌尿器科を受診する。検査の結果、膀胱がんのステージⅡであることがわかる。実はDDTプロレスの大ファン。
青木和彦
演 - 六角慎司
角田の診察を受ける泌尿器科の患者。映画「ゴッドファーザー」の話で盛り上がる。精巣腫瘍の摘出手術を受けるため入院する。
患者
演 - 東ブクロ（さらば青春の光）
妻に性病を染してしまった疑惑で、院内で大騒動になる。
木下、澤井
演 - 五頭岳夫、オラキオ
将棋好きの入院患者。
原田
演 - HARASHIMA
まどかが成田の病室で見るDDTプロレスのレスラー。腎臓がんで片方の腎臓を摘出後、奇跡のカムバックを果たす。

##### ep.5
榎本とら
演 - 菅野莉央（ep.6）
救命救急センター 医師。名前は親が熱烈な阪神タイガースファンでつけられた。実は菅野の元カノ。
石沢拓真
演 - 宮田佳典（ep.6）
救命救急センター 診療看護師（ナースプラクティショナー）。
矢野明彦
演 - 松尾淳一郎（ep.6）
救命救急センター 医師。
工藤英治
演 - 八木将康（ep.6）
救命救急センター 医師。
阿部航平
演 - 板倉武志（ep.6・ep.8 - ep.10）
救命救急センター 看護師。
上野夕香
演 - 内海香織
救命救急センター 救急専門・認定薬剤師。

##### ep.6
相川、小池、田代
演 - 黒川晏慈、今泉雄土哉、大場りと
体育の授業中、サッカーをしていてぶつかって怪我をし、救命救急センターに搬送される生徒。
園田麻衣
演 - 柳美稀
体育の授業中に怪我をして搬送される生徒に付き添う小学校教師。後日、腹部の激しい痛みを訴える。
中畑清
演 - 本人
まどかの妄想に出てくるベイスターズ監督。
吉岡稔
演 - 金田明夫（ep.7・ep.9・ep.10）
足の怪我で救命救急センターに搬送されるベイスターズファン。その後の検査で末期のすい臓がんとわかり余命宣告される。

##### ep.7
内田廉平
演 - 渋江譲二
内田真奈美の夫。医師。
本郷結菜〈5〉
演 - 佐藤恋和（ep.8・ep.10）
本郷新医師の娘。
内田花音、内田拓斗
演 - 吉田帆乃華（ep.8）、竹内優翔（ep.8）
真奈美と廉平の子ども。
坂本裕乃
演 - 新井美羽（ep.9・ep.10）
リストカットした患者。野口医師に入院を勧められる。
坂本聡美
演 - 今藤洋子
裕乃に付き添う母。
石川
演 - 冨永竜
アルコール依存症で入院している患者。
鈴木ひとみ
演 - 島田和奏
看護師。
小宮
演 - 真野直樹
過去の野口の患者。退院した日に飛び降り自殺を図ろうとする。
医師
演 - 荒井雄一郎
過去の野口の先輩医師。
力士
演 - 酒井泰伸（お相撲さんドットコム）
ケーキを持って病棟の廊下を歩いている力士。

##### ep.8
博子
演 - 鈴木奈津子
芳子や美和を清桜総合病院の乳腺外科に紹介した元患者。
中野芳子
演 - 馬渡亜樹
博子の紹介で清桜総合病院の乳腺外科に入院していた患者。
手代木美和〈54〉
演 - 松下由樹（ep.10）
ステージⅠ ルミナールAタイプの乳がん患者で内田から全摘を勧められる。手塚の高校の陸上部の先輩。シングルマザー。アントニオとの結婚を考えており、全摘と乳房再建術の同時手術を希望する。
手代木遼太郎
演 - 望月歩
美和の息子。美和とアントニオの交際に反対している。
大竹健太
演 - 竹井亮介
形成外科 医師。手代木美和の乳房再建術を内田から依頼される。
アントニオ
演 - エマミエ レザ
手代木美和の交際相手。
三枝
演 - 石井（さや香）
手術部 医師。

##### ep.9
古川喜代子
演 - 朝加真由美（ep.10）
7年前、菅野が研修医として働いていた古花島の医師。島で唯一の医師だが体調を崩している。
権田
演 - 野中隆光（ep.10）
古花島の住民。7年前、台風の被害に遭い大怪我をし、そのまま亡くなっている。
吉岡花恵
演 - 元井須美子（ep.10）
末期のすい臓がんで入院している稔の妻。
本郷理央
演 - 高垣七瀬
本郷新医師の病気で亡くなった妻。
吉岡明日香
演 - 鞘師里保（ep.10）
稔と花恵の娘。
大将
演 - 荒川大三朗
古花島の居酒屋の大将。
島民
演 - 小川剛生
古花島の古川の患者。
アナウンサー
声 - 初田啓介（TBSアナウンサー）
ラジオで台風接近のニュースを伝えるアナウンサー。

##### ep.10
看護師
演 - 井上百合子
吉岡稔が亡くなったことをまどかに告げる。

### スタッフ
- 原作 - 水谷緑『まどか26歳、研修医やってます!』『あたふた研修医やってます。』『離島で研修医やってきました。』（KADOKAWA刊）[1]
- 脚本 - 前川洋一、船橋勧、松井香奈、村野玲子、原野吉弘[1]
- 音楽 - 伊賀拓郎
- 主題歌 - 星野源「Eureka」（スピードスターレコーズ）[45]
- 医療監修 - 中澤暁雄、根本千草
- 医療指導 - 布施友里恵（ユーエムエス）、竹内一郎（横浜市立大学）
- 取材協力 - 横浜市立大学 救急医学協会、聖マリアンナ医科大学横浜市西部病院
- 看護監修 - 植野永子
- プロデュース - 塩村香里、松本桂子[1]
- 演出 - 井村太一、山本剛義、大内舞子[1]
- 編成 - 武田梓[1]
- 製作 - TBSスパークル、TBS[1]

### 放送日程
| 話数                                                                        | 放送日  | サブタイトル                                        | 脚本              | 演出     | 視聴率 |
| --------------------------------------------------------------------------- | ------- | --------------------------------------------------- | ----------------- | -------- | ------ |
| ep.1                                                                        | 1月14日 | 研修医はお客様?! イマドキ研修医の第一歩             | 前川洋一          | 井村太一 | 5.9%   |
| ep.2                                                                        | 1月21日 | どう働くのが正解? イマドキ研修医VS化石オヤジ        | 船橋勧            | 山本剛義 | 6.5%   |
| ep.3                                                                        | 1月28日 | 初めての試練! 医師が避けて通れない道――              | 前川洋一          | 井村太一 | 6.0%   |
| ep.4                                                                        | 2月04日 | 医師かー女子かー 神と呼ばれる医師が見せた景色とは   | 松井香奈          | 山本剛義 | 6.4%   |
| ep.5                                                                        | 2月11日 | 初のスランプ! 聖なる夜に何かが起こる―?!             | 前川洋一          | 大内舞子 | 5.6%   |
| ep.6                                                                        | 2月18日 | 研修医がリーダー?! 新しいチームの形とは――           | 原野吉弘          | 大内舞子 | 5.6%   |
| ep.7                                                                        | 2月25日 | 研修医2年目突入! 恋も仕事も距離感が大事――?!         | 前川洋一 原野吉弘 | 井村太一 | 6.0%   |
| ep.8                                                                        | 3月04日 | 恋のライバル出現?! それぞれが選ぶ幸せのカタチとは―― | 村野玲子          | 川口結   | 5.8%   |
| ep.9                                                                        | 3月11日 | 最終回目前! 明かされる過去―命の時間とは             | 村野玲子 松井香奈 | 大内舞子 | 6.4%   |
| ep.10                                                                       | 3月18日 | 決断の時! 人生をかけてやりたいこと                  | 前川洋一          | 井村太一 | 5.8%   |
| 平均視聴率 6.0%（視聴率はビデオリサーチ調べ、関東地区・世帯・リアルタイム） |         |                                                     |                   |          |        |

| TBS系 火曜ドラマ                                          | TBS系 火曜ドラマ                                          | TBS系 火曜ドラマ                                               |
| 前番組                                                    | 番組名                                                    | 次番組                                                         |
| --------------------------------------------------------- | --------------------------------------------------------- | -------------------------------------------------------------- |
| あのクズを殴ってやりたいんだ （2024年10月8日 - 12月10日） | まどか26歳、研修医やってます! （2025年1月14日 - 3月18日） | 対岸の家事 〜これが、私の生きる道!〜 （2025年4月1日 - 6月3日） |